# Federación de Fútbol de Curazao
La Federación de Fútbol de Curazao (en inglés Curaçao Football Federation; en papiamento Federashon di Fútbol di Kòrsou) es el organismo que rige al fútbol en Curazao. Fue fundada en 2010, afiliada a la FIFA y a la CONCACAF en 2010. Está a cargo de la Liga de Fútbol de Curazao, de la Selección de fútbol de Curazao y la Selección femenina de fútbol de Curazao además de todas las categorías inferiores.
El mayor triunfo de la selección absoluta ha sido el obtener el título de la 2019 King's Cup al vencer en la final a la selección de Vietnam 1-1 (5-4).